# Hrvatski Jadran
Hrvatski Jadran obuhvaća istočnu obalu Jadranskog mora između Prevlake i Savudrijske vale. Hrvatski otoci čine hrvatsku obalu jadrana vrlo razvedenom.
Dužina obale bez otoka iznosi 1.777 kilometara a uljučujući otoke iznosi preko 6.000 kilometara.
Administrativno Hrvatski Jadran obuhvaća Istarsku, Primorsko-goransku, Ličko-senjsku, Zadarsku, Šibensko-kninsku, Splitsko-dalmatinsku i Dubrovačko-neretvansku županiju
Hrvatski Jadran u ljetnim mjesecima posječuje velik broj turista što ima značajan utjecaj na razvoj lokalnog gospodarstva. Klima je mediteranska, ljeta su vruća i suha, a zime su blage i vlažne. Vegetacija se sastoji prvenstveno od čempresa, borova i grmlja. 
Na Hrvatskoj jadranskoj obali se nalaze 1246 otoka od kojih je 67 naseljeno.
Najveći gradovi na obali su: Split, Rijeka, Zadar, Pula, Dubrovnik i Šibenik. Hrvatski Jadran prometno je povezan autocestom A1 te željeznicom i zračnim prometom s unutrašnjošću Hrvatske i sa susjednim državama.
Na hrvatskom se Jadranu nalaze tri nacionalna parka: Nacionalni park Mljet, Nacionalni park Kornati i Nacionalni park Brijuni a u neposrednoj blizini Nacionalni park Paklenica, Nacionalni park Sjeverni Velebit, Nacionalni park Risnjak i Nacionalni park Krka.

## Vanjske poveznice
- Mare nostrum Croaticum[neaktivna poveznica]